# Ginnastica ai Giochi della XXVII Olimpiade - Trampolino femminile
La gara si è disputata il 22 settembre al Sydney SuperDome e ha visto la partecipazione di 12 atlete. Si è svolto un turno con esercizi obbligatori e uno con esercizi a scelta; le prime 8 hanno effettuato la finale.

## Finale
| Pos | Ginnasta           | Nazione     | Polonia (bandiera) | Brasile (bandiera) | Danimarca (bandiera) | Australia (bandiera) | Portogallo (bandiera) | Diff. | Totale |
| --- | ------------------ | ----------- | ------------------ | ------------------ | -------------------- | -------------------- | --------------------- | ----- | ------ |
|     | Irina Karavaeva    | Russia      | 9.0                | 9.0                | 8.8                  | 8.8                  | 8.8                   | 12.30 | 38.90  |
|     | Oxana Tsyhuleva    | Ucraina     | 8.6                | 8.6                | 8.5                  | 8.6                  | 8.6                   | 11.90 | 37.70  |
|     | Karen Cockburn     | Canada      | 8.5                | 8.3                | 8.5                  | 8.3                  | 8.2                   | 12.30 | 37.40  |
| 4   | Ekaterina Khilko   | Uzbekistan  | 8.4                | 8.4                | 8.2                  | 8.3                  | 8.2                   | 11.70 | 36.60  |
| 5   | Natalia Karpenkova | Bielorussia | 8.3                | 8.5                | 8.3                  | 8.2                  | 8.1                   | 11.00 | 35.80  |
| 6   | Akiko Furu         | Giappone    | 8.2                | 8.5                | 8.3                  | 8.0                  | 8.0                   | 10.80 | 35.30  |
| 7   | Rusudan Khoperia   | Georgia     | 7.5                | 7.4                | 7.1                  | 7.2                  | 7.4                   | 12.10 | 34.10  |
| 8   | Anna Dogonadze     | Germania    | 0.9                | 1.0                | 0.8                  | 0.8                  | 0.8                   | 2.50  | 5.00   |